# Serrat de la Rectora
El Serrat de la Rectora, en alguns mapes Serra de la Rectora, és un serrat del terme municipal de Monistrol de Calders, a la comarca del Moianès.
Està situat al damunt i al nord del poble de Monistrol de Calders, al qual arrecera pel costat septentrional.